# 奥尼特·科尔曼
奥尼特·科尔曼（英語：Randolph Denard Ornette Coleman，1930年3月9日—2015年6月11日），美國籍的爵士樂薩克斯風演奏家、小提琴手、小号手和作曲家。他是1960年代「自由爵士」（free jazz）运动的主要创新者之一，自由爵士這個詞也是在他的專輯所發明的。科尔曼的音色很有特色：他的热切、嚎叫般的声音受到蓝调音乐的强烈影响。他的专辑《Sound Grammar》获得了2007年的普利策音乐奖。

## 生平
2015年6月11日，他因為心停止，病逝於紐約市，年85歲。